# Дудка, Вячеслав Дмитриевич
Вячесла́в Дми́триевич Ду́дка (род. 23 апреля 1960, Тула) — российский военный инженер и политик, губернатор Тульской области (2005—2011).

## Биография

### Военная служба
В 1982 году с отличием окончил Тульское высшее артиллерийское инженерное училище.
С июня 1982 года по июль 1998 года служил в Советской и Российской армии (части Главного ракетно-артиллерийского управления Министерства обороны):
- младший военный представитель
- помощник ведущего инженера военного представительства
- ведущий инженер военного представительства
- начальник группы военного представительства
- начальник военного представительства
- старший начальник военных представительств ГРАУ Тульского региона

В 1986 году участвовал в ликвидации аварии на Чернобыльской АЭС.

### Научно-производственная деятельность
Преподавал на кафедре газовой динамики факультета МиСУ Тульского государственного университета.
В феврале 1989 года Дудка защитил диссертацию на соискание учёной степени кандидата технических наук по основам теории и методам расчёта многоканальной системы управления. В 1999 году ему присуждена премия Правительства РФ в области науки и техники, а в 2000 году — премия им. С. И. Мосина.
С августа 1998 года занимал должность первого заместителя генерального конструктора и начальника ГУП «Конструкторское бюро приборостроения».
Дудка принимал активное участие во внешнеэкономической деятельности предприятия, установлении деловых контактов в области военно-технического сотрудничества с оборонными ведомствами зарубежных стран. Особенно весом его личный вклад в подготовку и реализацию ряда контрактов предприятия на поставку вооружения и военной техники в Объединённые Арабские Эмираты.
В 2004 году избран «академиком» и «профессором» общественной организации «Академия проблем безопасности, обороны и правопорядка», ликвидированной решением суда 4 года спустя.

### Политическая деятельность и гражданская служба
По информации «Московского комсомольца в Туле», в мае 2003 года состоялось знакомство Дудки с президентом Владимиром Путиным, который в ходе визита в Тулу посетил КБП. Дудка как сотрудник конструкторского бюро рассказал важному гостю об истории, достижениях и перспективах предприятия. По сведениям газеты, «после этого Путин бросил реплику „умный парень“ и велел своему окружению включить Дудку в свой кадровый резерв». Через два года в то время практически неизвестный никому Дудка сменил на посту губернатора-коммуниста Василия Стародубцева, прекратив тем самым в регионе эпоху так называемого «красного пояса». Стародубцев был губернатором с 1997 года, его полномочия истекали в конце апреля 2005 года.
В марте 2005 года Путин внёс кандидатуру Дудки на рассмотрение Тульской областной Думы для наделения того полномочиями главы региона. 30 марта 2005 года Дудка был единогласно утверждён Тульской областной думой на пост губернатора области в открытом и поимённом голосовании. 29 апреля 2005 года назначен на пост губернатора Тульской области. В прессе писали, что новый губернатор был практически никому не известен, и что тульская элита «восприняла кандидатуру Дудки, мягко говоря, прохладно» — было понятно, что его «продавили». Позднее пресса называла Дудку протеже главы «Ростехнологий» Сергея Чемезова.
В мае 2007 года губернатор вступил в партию «Единая Россия».
С 27 мая по 1 декабря 2008 — член президиума Государственного совета Российской Федерации.
В марте 2010 года Президент Дмитрий Медведев внёс на рассмотрение Тульской областной думы кандидатуру Дудки на новый срок и депутаты утвердили её.
29 июля 2011 года освобождён от занимаемой должности.
29 августа 2011 года исключён из «Единой России» за дискредитацию партии в глазах общественности требованиями о выплате ему компенсаций после ухода с поста губернатора (состоял в партии с 2007 года).

### Уголовное дело
В конце февраля 2011 года Вячеслава Дудку вызвали на допрос в связи с подозрением в получении взятки. В августе 2011 года он стал фигурантом уголовного дела. В сентябре экс-губернатору предъявили обвинение в получении взятки и поместили под домашний арест.
Судебное разбирательство началось в декабре 2012 года. Прокуратура обвиняла Дудку в совершении преступления, предусмотренного пунктами «а», «г» части 4 статьи 290 УК РФ (получение взятки), и просила назначить ему наказание в виде девяти лет и шести месяцев колонии строгого режима.
22 июля 2013 года Советский районный суд г. Тулы признал бывшего губернатора виновным в совершении преступления, предусмотренного пп. «а», «в» ч.5 ст. 290 УК РФ (в редакции Федерального закона от 21.11.2011 г. № 329-ФЗ), и назначил ему наказание в виде лишения свободы на срок 9 лет 6 месяцев со штрафом в размере 900 000 руб., с отбыванием наказания в исправительной колонии строгого режима.
Срок наказания Дудке исчисляется с 22 июля 2013 г. с зачётом времени нахождения под домашним арестом, в период с 6 сентября 2011 г. по 21 июля 2013 г., до вынесения приговора.
На основании ч. 3 ст. 47 УК РФ суд применил к Дудке дополнительное наказание в виде лишения права занимать должности, связанные с осуществлением функций представителя власти, либо выполнением организационно-распорядительных и административно-хозяйственных функций в государственных органах, органах местного самоуправления, государственных и муниципальных учреждениях на срок 3 года.
На основании ст. 48 УК РФ суд лишил Дудку звания почётного гражданина г. Тулы, г. Новомосковска и Новомосковского района, а также государственных наград: медали «За боевые заслуги», медали ордена «За заслуги перед Отечеством 2 степени», ордена «Почёта». Он был взят под стражу в зале суда.
7 октября 2013 года бывший губернатор Тульской области Вячеслав Дудка был этапирован в исправительную колонию строгого режима номер один в городе Донской Тульской области. В ходе суда было установлено, что в ноябре 2010 года тогдашний директор областного департамента имущественных и земельных отношений Виктор Волков, сговорившись с губернатором Дудкой, через посредника получил от представителя ЗАО «Корпорация «ГРИНН» взятку в 40 млн рублей. В такую сумму чиновники оценили предоставление корпорации земельного участка в аренду на три года для строительства гипермаркета. 22 июля 2013 года Волков был осужден на 2,5 года, однако так как он уже отбыл этот срок под стражей и под домашним арестом, его освободили в зале суда.
9 июня 2018 года освобождён по УДО.

## Награды и звания
- Орден Почёта (2007)[21] (лишён по решению суда 22 июля 2013 года)
- Медаль ордена «За заслуги перед Отечеством» II степени (лишён по решению суда 22 июля 2013 года)
- Медаль «За боевые заслуги» (лишён по решению суда 22 июля 2013 года)
- Премия Правительства Российской Федерации в области науки и техники (1999)
- Премия имени С. И. Мосина (2000)
- Медаль «За взаимодействие с ФСБ России»[22]
- Орден святого благоверного великого князя Димитрия Донского II степени (РПЦ)
- Почётный знак Олимпийского комитета России «За заслуги в развитии олимпийского движения в России»
- Почётный гражданин Тулы и Новомосковска (лишён по решению суда 22 июля 2013 года).
- Бывший член Государственного совета Российской Федерации
- Полковник запаса (лишён по решению суда).